# 26852 Miyamototakashi
26852 Miyamototakashi este o planetă minoră (asteroid), cu un diametru de 3,731 km, din centura de asteroizi. A fost descoperită pe 19 octombrie 1992 la Kitami Observatory⁠(d) de Kin Endate. 
Obiectul prezintă o orbită caracterizată de o semiaxă mare de 2,5853618 UAi, o excentricitate de 0,21, o înclinație de 15,59655 ° în raport cu ecliptica.